# 秦岭当归
秦岭当归（学名：Angelica tsinlingensis）为伞形科当归属的植物，是中国的特有植物。分布于中国大陆的陕西等地，生长于海拔1,200米至2,300米的地区，多生在山谷疏林下以及山坡灌丛中，目前尚未由人工引种栽培。